# Josef Hasner von Artha
Josef Hasner von Artha, v českojazyčných dobových pramenech též Josef Hasner rytíř z Arthy (13. srpna 1819 Praha – 22. února 1892 Praha), byl rakouský a český lékař (oftalmolog), vysokoškolský pedagog a politik německé národnosti, v 60. letech 19. století poslanec Českého zemského sněmu.

## Biografie
Jeho bratrem byl Leopold Hasner von Artha, rakouský politik, ministr a krátce i předseda vlády Předlitavska. Josef Hasner vystudoval medicínu na Karlo-Ferdinandově univerzitě, kde roku 1842 získal titul doktora všeobecného lékařství. Roku 1843 nastoupil jako asistent k J. N. Fischerovi. Roku 1848 se stal docentem na pražské univerzitě a v roce 1852 mimořádným profesorem. V období let 1853–1854 a roku 1855 zastával funkci děkana lékařského kolegia na lékařské fakultě pražské univerzity. Od roku 1856 zde byl řádným profesorem očního lékařství. Jako pedagog, operatér a autor odborných studií působil až do roku 1883. V roce 1874/1875 byl rektorem pražské univerzity. Po rozdělení univerzity vyučoval na její německé části.
V 60. letech 19. století se zapojil i do zemské politiky. V zemských volbách v Čechách v lednu 1867 byl zvolen na Český zemský sněm v městské kurii (volební obvod Loket – Slavkov – Schönfeld – Bečov – Sangerberg). Mandát obhájil za týž obvod i v krátce poté konaných zemských volbách v březnu 1867.
Patřila mu usedlost Závěrka v Praze na Smíchově.